# 珍珠寺
珍珠寺，位于中国青海省海南藏族自治州贵德县河东乡保宁村，现为青海省国家级重点文物保护单位。
1998年12月22日，公布为为第六批青海省文物保护单位，类型为古建筑。珍珠寺的历史年代为明。2013年，中国国务院将之列为第七批全国重点文物保护单位（古建筑） 。
珍珠寺对面有青海省藏语佛学院。